# Persuading Papa
Persuading Papa è un cortometraggio muto del 1910 diretto da Lewin Fitzhamon.

## Trama
Un corteggiatore respinto conquista una ragazza salvandole il padre attaccato da una banda di vagabondi. Ma l'aggressione, in realtà, era simulata, parte di un piano del giovane organizzato per ingraziarsi il padre della sua bella.

## Produzione
Il film fu prodotto dalla Hepworth.

## Distribuzione
Distribuito dalla Hepworth, il film - un cortometraggio di 129,54 metri - uscì nelle sale cinematografiche britanniche nell'aprile 1910.
Si conoscono pochi dati del film che, prodotto dalla Hepworth, fu distrutto nel 1924 dallo stesso produttore, Cecil M. Hepworth. Fallito, in gravissime difficoltà finanziarie, il produttore pensò in questo modo di poter almeno recuperare il nitrato d'argento della pellicola.